# Veigas (Somiedo)
Veigas es una parroquia del concejo de Somiedo, en el Principado de Asturias (España). Alberga una población de 68 habitantes (INE 2006) en 45 viviendas. Ocupa una extensión de 20,3 km². Está situada a 12,1 km de la capital del concejo. Se celebra la festividad de San Antonio. Su templo parroquial está dedicado a San Andrés.

## Barrios
- Escobio (L'Escobiu en asturiano)
- La Falguera
- La Llamera (La Ḷḷamera en asturiano)
- Veigas
- Villarín (Viḷḷarín en asturiano)

- Datos: Q7918637
- Multimedia: Veigas (Somiedo) / Q7918637